# 千葉県立東金特別支援学校
千葉県立東金特別支援学校（ちばけんりつ とうがねとくべつしえんがっこう）は、千葉県東金市北之幸谷にある公立特別支援学校。知的障害者を教育対象とする。

## 沿革
- 1973年4月1日 - 開校
- 2007年4月1日 - 学校名を「千葉県立東金養護学校」から「千葉県立東金特別支援学校」に変更

## 学部
- 小学部: 2008年度は46名の児童。
- 中学部: 2008年度は38名の生徒。
- 高等部: 2008年度は86名の生徒。

寄宿舎も併設されている。創立当時は、県内で唯一の知的障害児を対象にした養護学校だったからである。現在27名の舎生が生活をしている。

## 校歌
2007年4月の校名変更を機に、タレントのはなわが作詞・作曲した新校歌が2008年に作られた。